# پابلیک سرویس
پابلیک سرویس (انگلیسی: Public Service) شرکت برق آمریکایی است، که در سال ۱۹۰۳ تأسیس شد.